# Kloster Santa María de Alaón

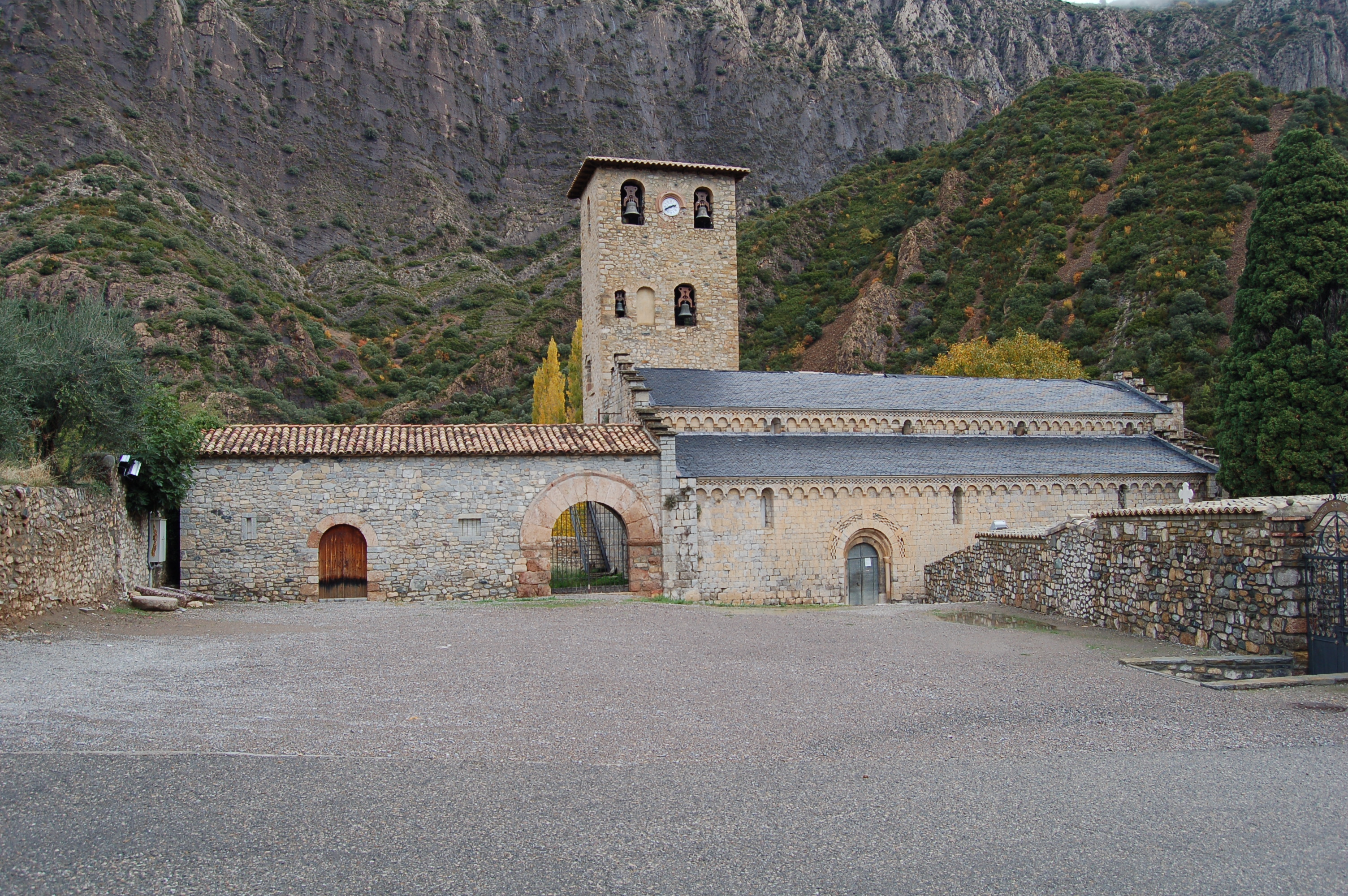

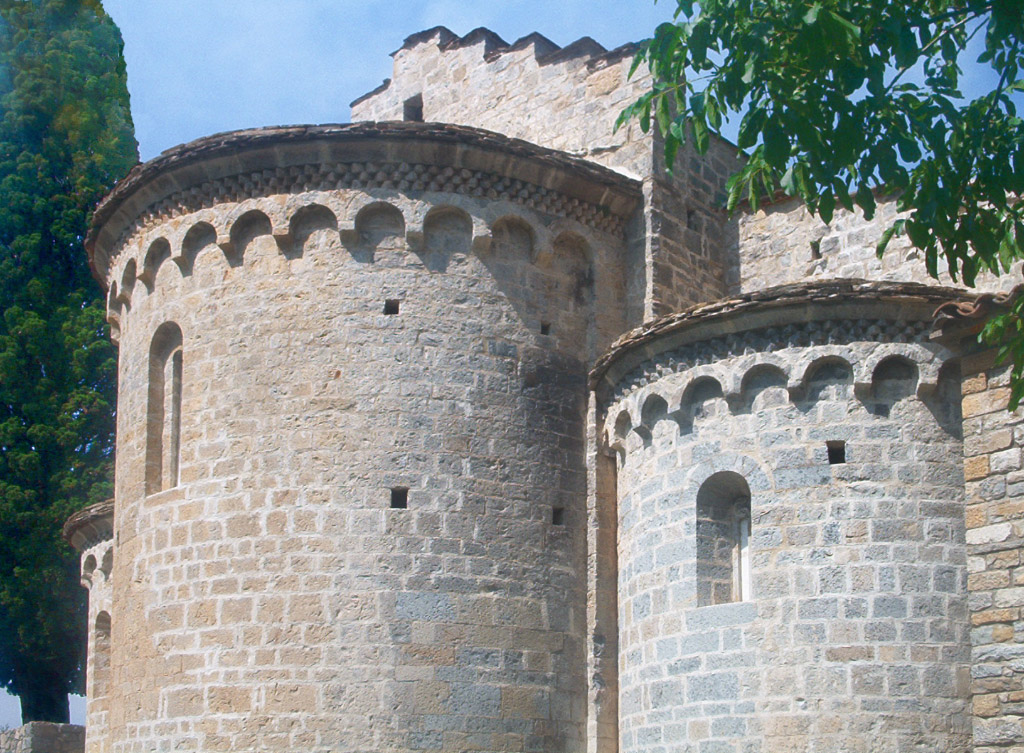
Apsis der Kirche Santa María de Alaón

Das Kloster Santa María de Alaón (katalanisch Santa Maria de Alaó) ist ein ursprünglich als Cluniazenserpriorat gegründetes ehemaliges Benediktinerkloster in Sopeira in der Ribagorza, Provinz Huesca in Aragonien (Spanien).

## Geschichte
Das angeblich auf eine westgotische Gründung zurückgehende Kloster wurde um die Wende vom 11. zum 12. Jahrhundert neu gestiftet und im frühen 12. Jahrhundert in lombardisch-romanischem Stil erbaut. In der Desamortisation der Regierung Juan Álvarez Mendizábal wurde das Kloster 1836 geschlossen und anschließend verlassen. Im Jahr 1931 wurde es zum Monumento Nacional (Bien de Interés Cultural) erklärt. Im Spanischen Bürgerkrieg kam es zur Teilzerstörung durch Feuer. In der Folge wurde die Kirche restauriert.

## Bauten und Anlage
Die Kirche ist nach basilikalem Plan mit drei Schiffen und halbkreisförmigen Absiden mit Blendarkaden errichtet. Sie besitzt einen vierstöckigen quadratischen Glockenturm. Das Hauptportal trägt ein Christusmonogramm (Chrismon). Der Kreuzgang ist bis auf die Basen einiger Säulen abgegangen.